# والت روبرتسون
والت روبرتسون هو مجدف كندي، ولد في 1926.

## وصلات خارجية
- والت روبرتسون على موقع الاتحاد الدولي للتجديف (الإنجليزية)
- والت روبرتسون على موقع أوليمبيديا (الإنجليزية)